# Lori negre
El lori negre (Chalcopsitta atra) és una espècie d'ocell de la família dels psitàcids que habita zones amb arbres de les illes Raja Ampat, Nova Guinea i altres illes properes.